# 水道施設管理技士
水道施設管理技士（すいどうしせつかんりぎし）とは、社団法人日本水道協会の水道施設管理技士認定センターが認定する民間資格である。

## 概要
「水道浄水施設管理技士」と「水道管路施設管理技士」の2種類の資格が存在し1級から3級まである。
3級は、実務経験や資格などをポイント換算して一定ポイントを取得した上で、講習を受講すると登録することができる。
1級・2級は、3級に登録し、実務経験や資格などのポイントを換算して一定のポイントを取得すると試験を受験できる。試験に合格すると、登録することができる。
4年間の有効期間があり、更新講習を受講しないと資格が失効する。